# Réal Martin
Réal Martin – rzeka w południowej Francji, w departamencie Var o długości 27,9 km.
Źródła Réal Martin znajdują się na stokach Cros de Panau w okolicy Pignans. Początkowo płynie w kierunku zachodnim, by zmienić go na południe od Carnoules na południowo-zachodni i południowy. Między przysiółkiem La Portanière a Pierrefeu-du-Var łączy się z Réal Collobrier. Doliną rzeki przebiega odtąd droga D14 i D12. Uchodzi do Gapeau w pobliżu miasta Hyères.